# Boyfriend (Ariana Grande)
Boyfriend is een single van de Amerikaanse zangeres Ariana Grande met het Amerikaanse duo Social House. Het nummer werd uitgebracht door Republic Records op 2 augustus 2019. Het is de tweede single uit de extended play van Social House, Everything Changed..., uit 2019.

## Achtergrond
Er werd voor het eerst gehint naar een nieuw nummer door Grande op haar sociale media op 24 juli 2019, toen ze een foto van zichzelf op een videoset plaatste. Ze plaatste vervolgens foto's uit dezelfde videoset en onthulde dat het nummer een samenwerking met Social House was. Grande maakte de titel bekend door het bijschrift "u ain't my boyfriend" te plaatsen. De eerste teaser werd een dag later gepost. De hoesafbeelding werd onthuld door Grande op haar sociale media op 30 juli 2019 en het nummer werd tegelijkertijd beschikbaar gesteld voor pre-save.

## Videoclip
De muziekvideo werd geregisseerd door Hannah Lux Davis en werd samen met het nummer uitgebracht op 2 augustus 2019.